# Sjamil
Imam Sjamil eller schejk Sjamil (avariska: Шейх Шамил; turkiska: Şeyh Şamil; arabiska: الشيخ شموئيل; ryska: Имам Шамиль; också stavat Shamyl, Schamil, Shamil, Schamyl och Shameel) född 26 juni 1797, död 4 februari 1871, var politiker, militär och andlig ledare inom den norra kaukasiska motståndsrörelsen mot Ryska imperiet på 1800-talet. Han var den tredje imamen av det Kaukasiska imamatet (1834–1859) och sunnimuslimsk schejk för den sufiska Naqshbandiorden.

## Biografi

### Familj och unga år
Sjamil föddes 1797 i en avariskmuslimsk familj i en liten by i Gimry, som ligger i dagens Dagestan i Ryssland. Han hette från början Ali, men utifrån lokala traditioner bytte han namn efter en sjukdom. Fadern Dengaus position som hyresvärd tillät Sjamil och hans nära vän Ghazi Mollah att studera, bland annat arabiska och logik.
Sjamil växte upp när Ryska imperiet expanderade in i områden som tillhörde det Ottomanska riket och Persien (se rysk-persiska kriget (1804–1813) och rysk-turkiska kriget (1806–1812)). Många kaukaser förenades i motståndet mot det ryska imperiet vilket utvecklades till det Kaukasiska kriget (1817–1864). Tidiga ledare inom det kaukasiska motståndet omfattade Hadji Dawud, Schejk Mansur och Ghazi Mollah. Sjamil, som var barndomsvän med Mollah, blev hans följare och rådgivare. Delar av de östliga motståndet i Kaukasien leddes av en grupp som kallade sig murider. Det hade alltid funnits sufigrupper i området, särskilt i Dagestan. Av dessa var Naqshbandiorden känd för sin strikta efterlevnad av den religiösa lagen (sharia) och sina plikter som murid (lärjunge) till sin läromästare (Murshid). Även om detta tidigare gällde det rent andliga, så slogs detta under det ryska förtrycket samman med idén om jihad, det vill säga det heliga kriget. Ghazi Mollah var en sådan Murshid och Sjamil hans murid.
Sjamil hade flera fruar, däribland Anna Ivanovna Ulukhanova (1828–1877) med ryskarmeniskt ursprung. Hon blev krigsfånge 1840 och gifte sig med Sjamil sex år senare. Redan som tonåring hade hon konverterat till islam och tagit namnet "Shuanet". Hon förblev lojal med Sjamil även efter att han tillfångatagits och utvisats till Ryssland. Efter Sjamils död 1871 flyttade hon till det Ottomanska riket, där sultanen beviljade henne pension.

### Kriget mot Ryssland

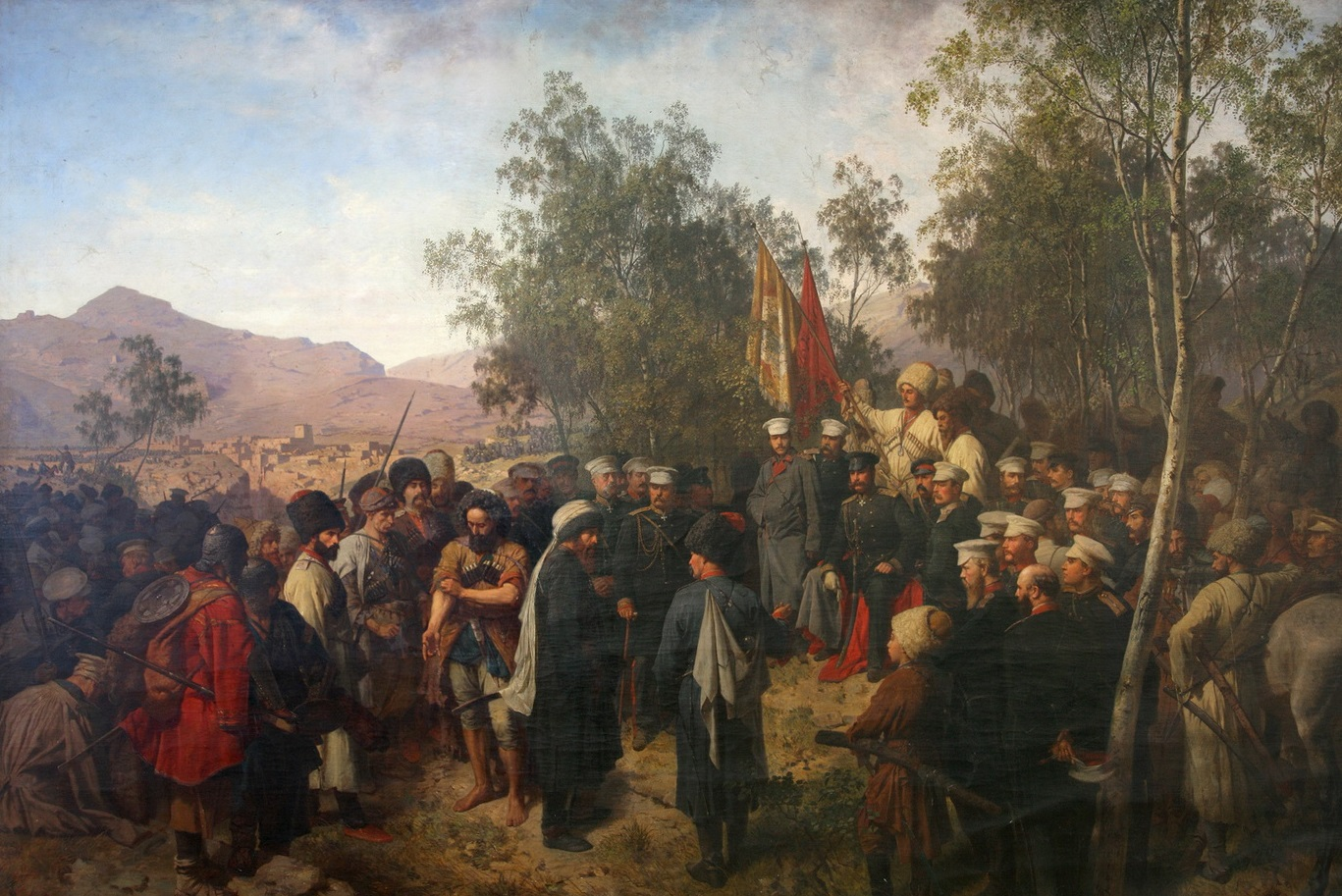
Sjamils tillfångatagande, av Theodor Horschelt.

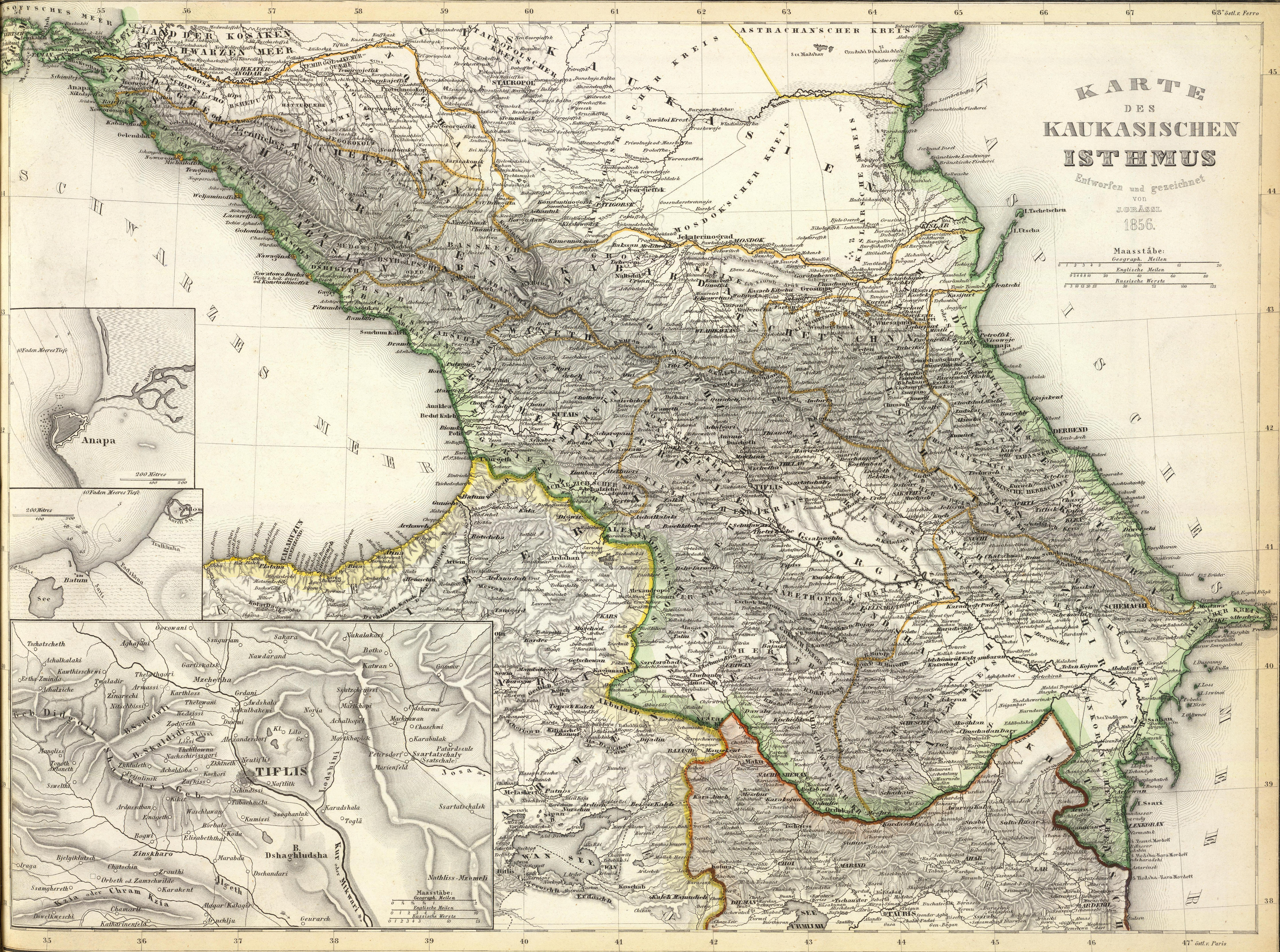
Karta över det kaukasiska näset, ritad av J. Grassl, 1856.

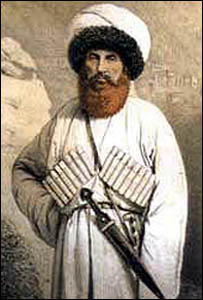
Imam Sjamil.

Fotografi från Kaluga 1860 av några av Sjamils närmaste, från vänster till höger: Ghazi Muhammads förtrogne murid Hajio, Sjamils son Muhammad-Shafi, Sjamils svärsöner Abdurrahim och Abdurrahman".

År 1832 dog Ghazi Mollah i slaget vid Gimry, där Sjamil var en av endast två murider som lyckades fly. Han hade blivit huggen med bajonett i bröstet och var allvarligt skadad. Sjamil gömde sig och alla trodde att han var död. När han återhämtat sig, återförenade han sig med muriderna, ledda av den andre imamen, Gamzat-bek. Sjamil förde krig mot ryssarna under nästa ett kvartssekel och blev en känd gerillabefälhavare. När Gamzat-bek mördades 1834 tog Sjamil hans plats som den främsta ledaren för det kaukasiska motståndet och utropades till den tredje imamen för det kaukasiska imamatet.
Från juni till augusti 1839 var Sjamil och hans anhängare, som uppgick till omkring 4000 män, kvinnor och barn, belägrade i deras befästning, skyddad från tre sidor i bergen Akhul'go, vid kröken av Andinska Koysu-floden (река Андийское Койсу), cirka tio mil öster om Gimry. Under befäl av general Pavel Grabbe befann sig den ryska armén i områden som helt saknade förnödenheter på grund av Sjamils brända jordens taktik. Så småningom kom de båda sidorna överens om att förhandla. Bland annat lät Sjamil sin son, Jamaldin, bli gisslan, som tecken på god tro. Grabbe föreslog att Sjamil och hans styrkor skulle kapitulera och acceptera exil från regionen, men Sjamil vägrade. De ryska trupperna attackerade befästningen och efter två dagars strider hade de ryska trupperna segrat. Sjamil hade dock flytt belägringen redan under första natten. Sjamils styrkor var slagna och många dagestanska och tjetjenska ledare svor lojalitet mot tsaren. Sjamil flydde till Tjetjenien där han försökte skapa inflytande över olika klaner.
Sjamil lyckades samla nya grupper mot det Ryska imperiet och visade sin skicklighet som gerillataktiker. År 1845 lyckades han exempelvis omringa och förgöra en nästan 10 000 man stark rysk armé under Michael Vorontsovs ledning, i skogen i Tjetjenien.
Hans ledarskap stärktes när han slog sig samman med motståndsledaren Hadji Murad, som 1841 hade hoppat av från Ryssland. Ett decennium senare vände sig Murad mot Sjamil, när han inte utsågs till Sjamils efterträdare som imam. Istället gick utnämningen till Sjamils äldre son, och under ett hemligt möte anklagade Sjamil Murad för förräderi och han dömdes till döden. När Murad fick höra om domen återvände han till ryssarna. Hadji Murad skulle senare omskrivas i en novel som bar hans namn, skriven 1904 av Leo Tolstoy. Sjamil hoppades att Storbritannien, Frankrike eller det Osmanska riket skulle komma till undsättning och driva Ryssland ur Kaukasus, men detta förverkligades aldrig. Efter Krimkriget ökade istället Ryssland sina aggressioner mot imamatet och lyckades kraftigt reducerade dess landområden. I september 1859 kapitulerade och tillfångatogs Sjamil. Trots detta skulle konflikten i östra Kaukasus fortsätta i flera år till.

### De sista åren

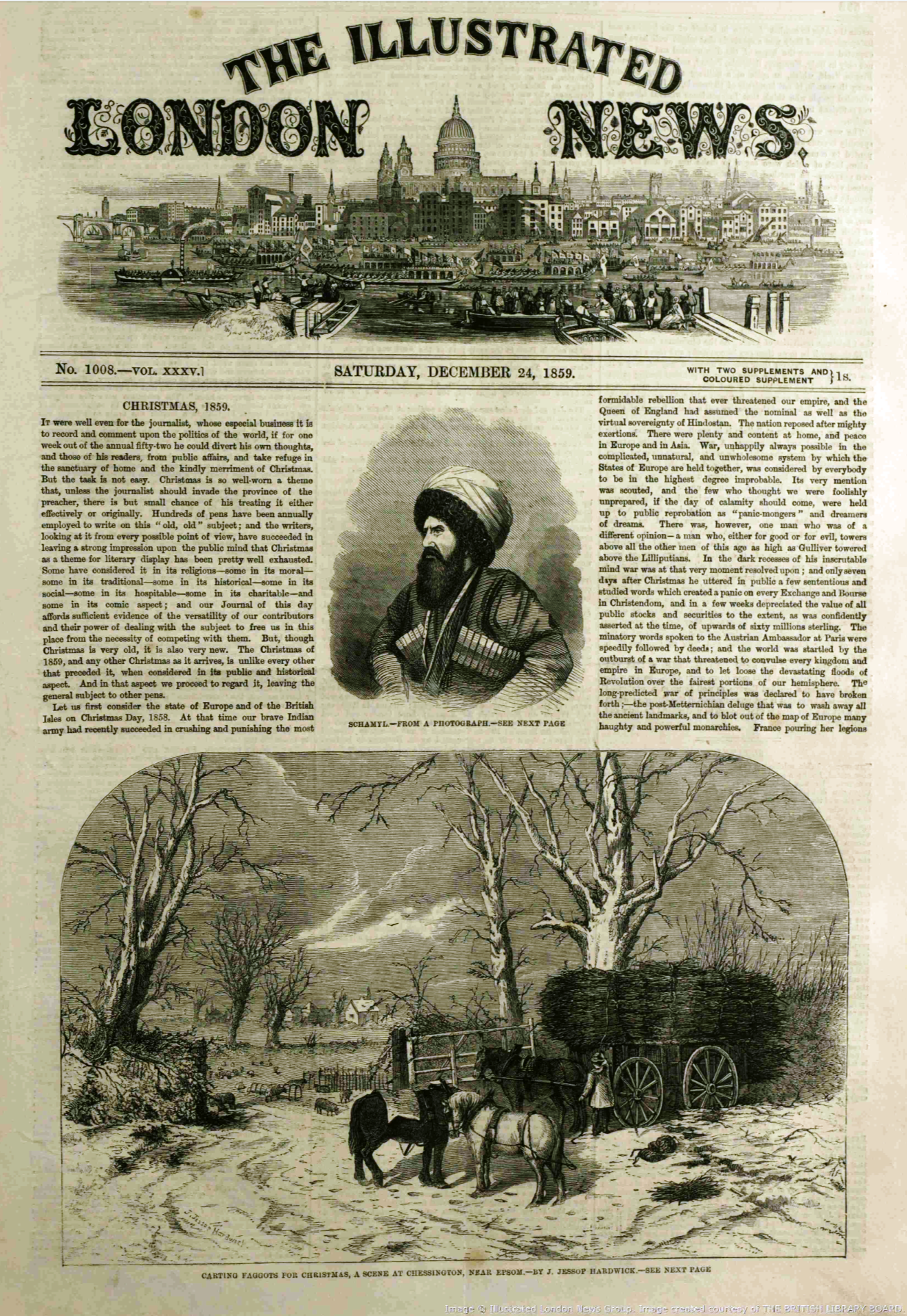
Sjamil på förstasidan av Illustrated London News den 24 december 1859.

Efter tillfångatagandet skickades Sjamil till Sankt Petersburg för att träffa Tsar Alexander II. Efteråt förvisades Sjamil till Kaluga, då en liten stad nära Moskva. Efter flera år i Kaluga skrev Sjamil till myndigheterna och klagade över klimatet och i december 1868 fick han tillstånd att flytta till Kiev – då ett kommersiellt centrum i imperiets sydvästra del. De kejserliga myndigheterna beordrade Kievs polis att hålla Sjamil under "strikt men inte alltför betungande övervakning" och tilldelade staden en betydande summa för hans behov. Bland annat bosattes han i en herrgård. Sjamil verkade ha uppskattat lyxen och staden, vilket han bekräftar i flera brev.
År 1869 fick han tillåtelse att genomföra hajj till den heliga staden Mekka. Först reste han till Odessa och seglade därifrån till Istanbul, där han möttes av den ottomanska sultanen Abdulaziz. Han var det kejserliga Topkapıpalatsets gäst under en kort period och lämnade Istanbul med ett privat skepp reserverat för honom av sultanen. I Mecka mötte han och samtalade med Abd el-Kader El Djezairi. Efter att ha avslutat sin pilgrimsfärd dog han 1871 under ett besök i Medina, och begravdes i Al-Baqi', en historisk kyrkogård i staden där många framstående islamska personligheter ligger begravda. Två av hans äldre söner, Cemaleddin (1829–1858) och Muhammed Şefi, som Sjamil var tvungen att lämna i Ryssland för att få tillstånd att besöka Mecka, blev officerare i den ryska armén, medan två av hans yngre söner, Muhammed Gazi och Muhammed Kamil, tjänstgjorde i den turkiska armén, medan hans dotter Peet'mat Sjamil gifte sig med schejk Mansur Fedorov, en imam som senare flydde det ryska imperiet av rädsla för sig och sina elva barns liv.
Said Sjamil, ett barnbarn till Sjamil utropade 1917 den Nordkaukasiska bergsrepubliken som överlevde fram till 1920, när den erövrades av sovjetstyrkor. Tvingad att lämna regionen, flyttade han till Tyskland där han 1924 grundade "Kommittén för Kaukasus oberoende".

## Eftermäle

### Rysk historieskrivning
Även om Ryssland lyckades erövra Tjetjenien och Dagestan utvecklades en stor beundran för Sjamil. Tsar Alexander II av Ryssland uttryckte öppet beundran över hans motstånd, och Sjamil tilläts också under äldre dar att genomföra sin pilgrimsresa till Mekka av de ryska myndigheterna.
Sjamils rykte är fortsatt starkt, inte bara i norra Kaukasus utan också inom den allmänna ryska historieskrivningen. Han omskrivs ofta som en vördad militär och studeras gärna inom den ryska akademin. Den tysk-ryska entomologen Hugo Theodor Christoph namngav 1888 malen Zenophassus schamyl efter honom.

### Komposition
Vid en sammankomst 1958, berättade den ryska judiska ledaren rabbin Menachem Mendel Schneerson en historia om en stor stamledare vid namn Sjamil, som gjorde uppror mot de förtryckande ryska imperiet. Lockad av ett falskt fredsavtal tillfångatogs han och förvisades. Under sin exil ska han ha komponerat en innerlig, ordlös sång om hans uppgång, fall och längtan efter frihet. Sången ska ha uppfattats av en chassider, och denna obskyra melodi lärde nu rabbinen ut vid den ovan nämnda sammankomsten. Låten anammades på ett okarakteristiskt vis av Chabad-Lubavitch-rörelsen, som vanligtvis komponerar sina egna melodier.